# Keßlar
Keßlar ist ein Ortsteil der Stadt Blankenhain im Landkreis Weimarer Land, Thüringen.

## Geografie
Keßlar liegt 5,5 km südöstlich von Blankenhain. Durch den  Ort führt die Landesstraße 2309 nach Schöps mit Verbindung zur Bundesautobahn 4.

## Geschichte
Am 18. Mai 876 ist in einer Urkunde eines Ingelheimer Protokolls der Ort als Kezzilari genannt worden. Der Ort heißt wörtlich übersetzt Der Ort, der im Talkessel liegt. Im 12. Jahrhundert gehört das Dorf auch den Grafen Wichmann, dann änderten sich die Besitzverhältnisse laufend. 1,7 Kilometer östlich des Dorfes Keßlar befand sich am Eintritt der Hochebene in den Mordgraben eine Burg (Trepnitz). Emil Bauchspieß fand die Mauerreste. 1895 wurden die Reste aufgenommen. Eine historische Überlieferung der Burg gibt es nicht. Erstmals tauchte die wüste Flur im Zinsregister ab 1450 der Herren von Kessel auf. Die Burg diente sicherlich zur Kontrolle und zum Schutz der ehemaligen Verbindungsstraße Saaletal bei Kahla, Altenberga, Kranichfeld und Blankenhain.  Die Kirche ist romanisch.
Die Landwirtschaft prägte und prägt das Dorf.